# Daniel Kaiser
Daniel Kaiser (* 1971 Děčín) je český novinář.

## Životopis
Vystudoval Pedagogickou fakultu UJEP v Ústí nad Labem a německá a rakouská studia na Fakultě sociálních věd UK. Během studia pracoval v zahraničněpolitickém odboru prezidentské kanceláře. Od roku 1998 působil v Lidových novinách, poté odešel do české redakce rádia BBC a v roce 2009 se vrátil do Lidových novin. V září 2013 odešel z mediální skupiny MAFRA (kam patří i Lidové noviny) poté, co ji koupil Andrej Babiš. V období od října do prosince 2013 psal pro týdeník Reflex. Od ledna 2014 píše pro Echo24.

## Ocenění
- Za knihu Prezident byl nominovaný na Knihu roku Lidových novin 2014
- Za rozhovor s vlivným ruským politologem Karaganovem byl nominován na Novinářskou cenu 2010[6]

## Knihy
- Disident: Václav Havel 1936–1989, Praha; Litomyšl: Paseka, 2009
- Prezident: Václav Havel 1990–2003, Praha; Litomyšl: Paseka, 2014